# Il tigrotto
Il tigrotto (The Toy Tiger) è un film del 1956 diretto da Jerry Hopper.